# Ratkó
Nem összetévesztendő a szintén szlovákiai Vágratkó (Ratkovo) községgel.
Ratkó (szlovákul Ratková) község Szlovákiában, a Besztercebányai kerület Nagyrőcei járásában.

## Fekvése
Nagyrőcétől 16 km-re délre, a Turóc-patak partján fekszik, Gömörrépás és Veres tartozik hozzá.

## Története

### Ratkó
1413-ban „Rathko” néven említik először, de már a 13. század közepén keletkezett. 1427-ben az adóösszeírásban „Rathkow” alakban szerepel, akkor 21 portáig adózott. A 15. században gyorsan fejlődött a kézművesség és kereskedelem. Lakói híres tímárok voltak, áruikkal az egész országot bejárták. Területén a Turócon több szűrkalló és malom állt. Határában vastermelés folyt, 3 kemence és 4 vashámor működött a területén. A török támadások idején mintegy 40 évig a töröknek adózott.
A 18. század végén Vályi András így ír róla: „RATKÓ. Ratkova. Nagy, és népes tót Mezőváros Gömör Vármegyében, földes Urai Gr. Koháry, Dráskóczy, és több Uraságok, lakosai katolikusok, és evangelikusok, határbéli földgye hegyes, de meglehetős termékenységű, legelője tsekély, fája szűken van, piatza helyben, vásári jövedelme is van, második osztálybéli.”
1800-ban 310 kézműves mester és 116 inas dolgozott a településen, termékeikkel az egész környéket ellátták. 1827-ben az egész település leégett. 1828-ban 160 házában 1346 lakos élt. 1837-ben 1615-en lakták.
A 19. század közepén Fényes Elek eképpen írja le: „Ratkó, Radkova, tót m. v., Gömör vmegyében, ut. p. Rosnyóhoz nyugot-délre 4 1/2 mfdnyire: 6 kath., 1609 evang. lak. A város egy fő- és több mellék utczákból áll. A fő utczát diszesiti az evang. két tornyú igen régi templom. Van itt evang. parochia; több liszt- és kallómalom a Thurócz vizén; 104 timár és cserző varga, kik hires bőröket készitnek; közel 150 durva posztó- és gubacsináló; és sok más kézmüves, kik kézműveiket messze földre elhordják. Határa kicsiny és közép termékenységü. F. u. több közbirtokosok.”
A 19. század második felétől 1919-ig város és közigazgatási járási székhely volt. Borovszky Samu monográfiasorozatának Gömör-Kishont vármegyét tárgyaló része szerint: „Ratkó, a Túrócz patak mentén fekvő tót nagyközség, 194 házzal és 810 ág. h. ev. lakossal. E község 1413-ban a Derencsényiek birtoka volt és e család többi birtokaival együtt a Koháryak tulajdonába került. Később a Fáy, Szentmiklóssy és a Draskóczy családok is birtokosai voltak. Régi, szabadalmas város, mely 1756-ban országos vásárjogot nyert. Ez időben Ratkowa vagy Radkova tót nevével is találkozunk. 1786-ban járási székhely. Lakosai messze földön híres tímárok voltak s különösen a nagyon keresett vörös szattyánt készítették és ezzel az egész országban kereskedtek. 1837-ben 104 tímár és varga lakott itt, de ezeken kívül kb. 150 posztós és gubás és a Túrócz patakon számos szűrkalló és több malom állott. Most is sok timár, szattyános és szűrposztó-készítő van a községben, melynek határában magnezit-kőbánya is van. 1827-ben az egész község leégett. Érdekes épület a régi városháza, mely ma is községházául szolgál, továbbá nevezetessége az 86ág. h. ev. templom, mely nagyon régi építmény. Érdekes ötvösműveit képben is bemutatjuk. Ratkó vidékén hajdan több község feküdt, melyek azóta elpusztultak. Ezek: Szlatina (Zlathyna), Nádfő és Kórógy, mind a három 1413-ban a Derencsényiek birtoka. A községben van posta, távírója Jolsva, vasúti állomása Nagyrőcze, Jolsva vagy Tornally.”
A trianoni diktátumig Gömör-Kishont vármegye Ratkói járásának székhelye volt.

### Gömörrépás
A Ratkóhoz tartozó Répás a 13. század végén keletkezett, 1247-ben említik először. A 15. században a Zsoldos és Darvas családok birtoka volt, később több nemesi családé. A 18. században itt is fejlődött a kézművesség, határában vastermelés folyt.
A 18. század végén Vályi András így ír róla: „RÉPÁS. Reprisica. Elegyes tót falu Gömör Vármegyében, földes Urai több Uraságok, lakosai katolikusok, és másfélék, fekszik Ratkóhoz mintegy órányira, szántó földgyei nagyobb részént hegyeken vannak, mellyek nehezen míveltetnek, legelőjök szoross, fájok nints elég, piatzok közel Ratkón.”
1828-ban 53 házában 451 lakos élt, akik főként bányászattal, vastermeléssel foglalkoztak.
A 19. század közepén Fényes Elek eképpen írja le: „Répás, tót falu, Gömör vgyében, Ratkó szomszédságában: 12 kath., 439 evang. lak., kik közt egy néhány posztós is találtatik. F. u. többen. Ut. post. Rimaszombat.”
Borovszky Samu monográfiasorozatának Gömör-Kishont vármegyét tárgyaló része szerint: „Répás, ratkóvölgyi tót kisközség, 53 házzal és 234 ág. ev. h. vallású lakossal. E községnek 1413-ban a Dancs család volt a földesura, de 1427-ben már a runyai Soldos és a Csató család is részesek benne. 1483-ban a Szentkirályi család is birtokosa, később a Hanvay, Koháry, Ragályi, Soldos és a Fáy családok kezén oszlik meg. 1892-ben a község nagyobb része leégett. A faluban nincs templom. Postája Ratkó, távírója Jolsva, vasúti állomása Jolsva vagy Tornallya.”
1920-ig Gömör-Kishont vármegye Ratkói járásához tartozott. 1963-ban csatolták Ratkóhoz.

## Népessége
| Év:            | 1994. | 2004.   | 2014.   | 2024.    |
| -------------- | ----- | ------- | ------- | -------- |
| Emberek száma: | 525   | 562     | 583     | 650      |
| Eltérés:       |       | +7,04 % | +3,73 % | +11,49 % |

| Év:            | 2023. | 2024.   |
| -------------- | ----- | ------- |
| Emberek száma: | 648   | 650     |
| Eltérés:       |       | +0,30 % |

1910-ben Ratkót 797-en lakták, ebből 609 szlovák és 139 magyar anyanyelvű volt.
2001-ben 493 lakosából 410 szlovák volt.
2011-ben 533 lakosából 384 szlovák és 66 cigány volt.
2021-ben 622 lakosából 553 (+5) szlovák, 6 (+4) magyar, 12 (+75) cigány, 2 ruszin, 2 (+1) egyéb és 47 ismeretlen nemzetiségű volt.

## Nevezetességei
- Evangélikus temploma a 16. században épült késő gótikus stílusban.
- A községháza (volt városháza) nagyon régi épület.
- Evangélikus iskoláját 1818-ban építették.
- Haranglába 18. századi.

## Neves személyek
- Itt született 1811 körül Fáklya András gyógyszerész.
- Itt született 1840-ben Bachát Dániel evangélikus püspök, író, költő, műfordító, a Kisfaludy Társaság levelező tagja, Petőfi Sándor és Arany János műveinek szlovák nyelvre fordítója.
- Itt született 1857-ben Cyril Gallay szlovák költő, műfordító és pedagógus.
- Itt szolgált Coroni Frigyes evangélikus lelkész, esperes, tanár.

A településhez tartozik Gerlicepuszta is: egy 1904-es nyaralása alkalmából itt ismerte fel Bartók Béla a parasztzene és a népies műdal közötti különbséget.

## Külső hivatkozások
- Községinfó
- Ratkó Szlovákia térképén
- Ratkó a Gömöri régió honlapján[halott link]
- E-obce.sk Archiválva 2008. február 19-i dátummal a Wayback Machine-ben